# Mnetěš
Mnetěš, bis 1922 Netěš (deutsch Netiesch) ist eine Gemeinde in Tschechien. Sie liegt sieben Kilometer südlich von Roudnice nad Labem und gehört zum Okres Litoměřice.

## Geographie

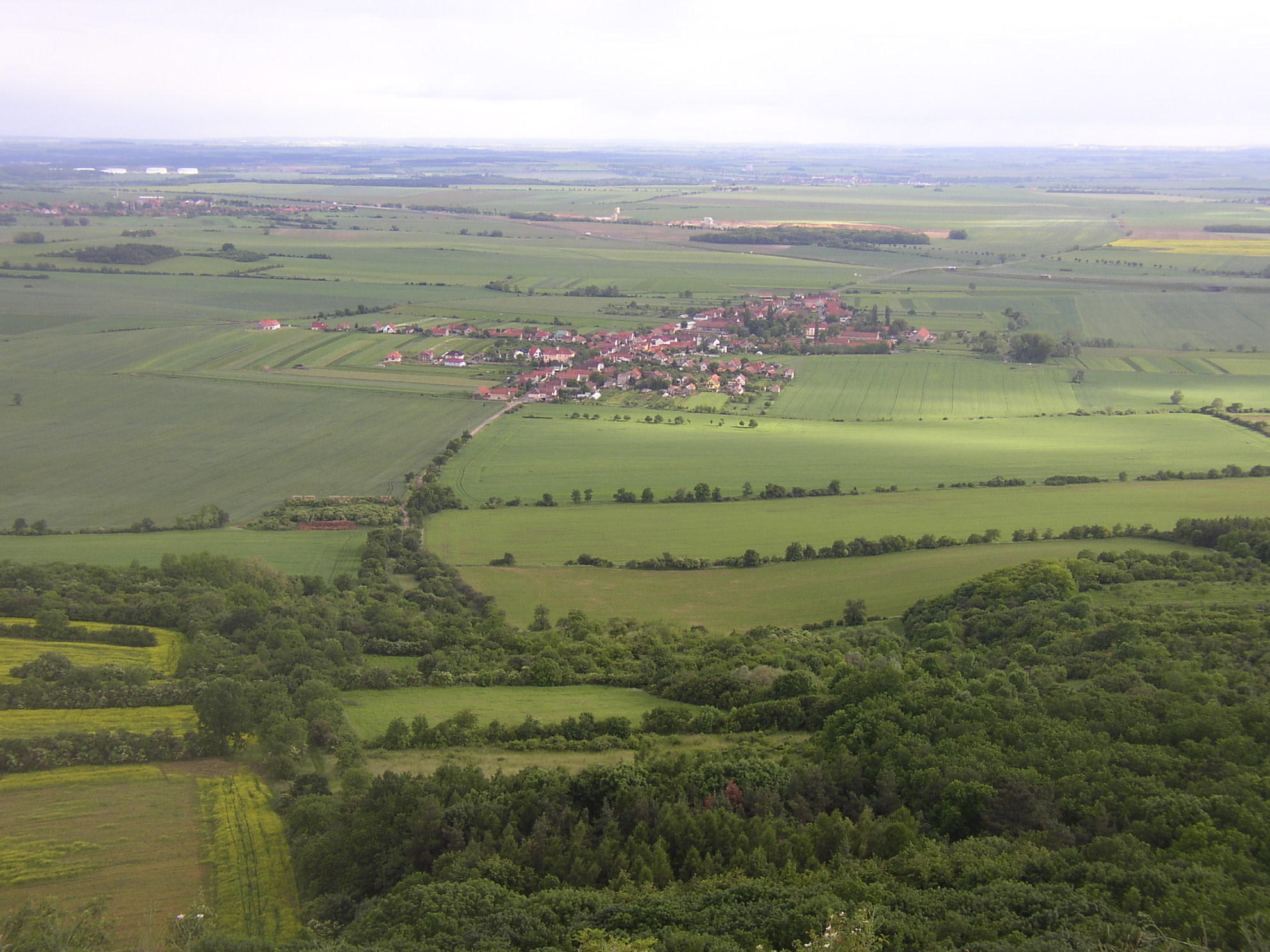
Mnetěš von Říp gesehen

Das Dorf am südlichen Fuße des Říp befindet sich am Vražkovský potok. Unterhalb des Říp liegt die alte Gutsschäferei. Am südlichen Ortsrand von Mnetěš führt die Trasse der Autobahn D8/Europastraße 55 vorbei, die nächste Abfahrt 29 „Roudnice“ liegt im Nordwesten. Durch den Ort verläuft die Eisenbahnstrecke von Libochovice nach Vraňany, an der sich in Mnetěš ein Bahnhalt befindet.
Nachbarorte sind Ctiněves im Nordosten, Černouček im Osten, Ledčice im Süden sowie Straškov-Vodochody und Vražkov im Westen.

## Geschichte
Mnetěš entstand wahrscheinlich in der Mitte des 11. Jahrhunderts, sein Name leitet von einem Lokator Mnetěch her. Erstmals erwähnt wurde der Ort 1102 in einer von Gustav Friedrich 1907 im Band 1 des Codex diplomaticus et epistolaris regni Bohemiae ausgewerteten Sammlung von alten und von Soběslav II. bestätigten Urkunden aus dem Archiv des Vyšehrader Kapitel, die Friedrich als Besitzurkunden der Wrschowetze aus der Zeit Bořivojs II. zwischen 1100 und 1107 datieren konnte. Nach der Ausrottung der Wrschowetze durch Svatopluk II. eignete sich dieser 1108 auch den Besitz von Jarohněv Vršovec an und Mnetis gelangte zusammen mit Vrascov, das dessen Bruder Nemoj gehört hatte, an die Přemysliden.
1187 ging das Dorf Mnetis in den Besitz des Klosters Doksany über und 1226 bestätigte Ottokar I. Přemysl dem Kloster seine Rechte. Während der Hussitenkriege gelangte des Gut an weltliche Besitzer. Ab 1483 gehörte es Aleš von Kozojedy, sein Sohn Dalibor wurde 1498 wurden Unterstützung des Aufstandes in der Herrschaft Ploskovice mit dem Verlust seines Grundbesitzes, seiner Ehre und seines Lebens bestraft. 1603 erwarben die Fürsten Lobkowicz Netěš zu ihrer Herrschaft auf Raudnitz hinzu. Bis zur Aufhebung der Patrimonialherrschaften im Jahre 1848 blieb dabei. 1930 hatte das Dorf 737 Einwohner. Bis zur Enteignung und Parzellisierung nach dem Zweiten Weltkrieg blieben die Fürsten Lobkowicz Besitzer des Gutes Mnetěš.

## Ortsgliederung
Für die Gemeinde Mnetěš sind keine Ortsteile ausgewiesen.